# 生津城
生津城（「なまつじょう」または「なまづじょう」）は、福岡県久留米市三潴町生岩にあった日本の城（平山城）。

## 構造
江戸時代に久留米藩の藩士矢野一貞が著した『筑後将士軍談』によると、本丸の規模は東西73間・南北62間で、二の丸と三の丸もあり、その周囲に西堀口の広さ3間、中堀口の広さ2間を測る堀が巡らされていた。周辺は大泥池（おおたんぽ）と呼ばれる低湿地で、南に面した生津江川の井樋をせき止めると水没するようになっていた。自然地形を利用して五重の堀を設け、堀のそばに土居（土塁）を設けていた。
今日では、耕地整理が行われており、城田という地名が残るほか、本丸周辺に幅8mの水堀が残っている。

## 歴史
1578年（天正6年）に大友氏が耳川の戦いで敗れると、筑後国の大友氏の勢力が衰え、肥前国から龍造寺氏が侵攻した。三潴郡50町を領する西牟田氏の当主だった西牟田鎮豊は、大友氏から離反して龍造寺氏に属したため、西牟田氏の居城だった西牟田城は大友氏より頻繁に攻撃を受けるようになった。西牟田家周は西牟田城の防御能力を不十分と感じ、1579年（天正7年）に新たに当城を築き転住した。一方で、築城年を1576年（天正4年）とする資料もある。
さらに天正11年（1583年）、西牟田氏はより堅固な城島城へと移る。移転のきっかけについては、大友方に攻められ生津城が落城したからとする文献と、単に龍造寺氏の許可を受けて移った（城島町文化協会編「城島むかし」等）と記したものがある。